# Dir, Swat i Chitral
Dir, Swat i Chitral fou una agència política britànica a la Província de la Frontera del Nord-oest, formada pels estats i territoris de Dhir, Principat de Swat, Chitral, Bajaur, Sam Ranizai i Utman Khel. L'agència limitava al nord-oest i nord amb l'Hindu Kush; al nord-est tenia la comarca de Karambar Sar (el punt més al nord de Chitral) a la serralada de Moshabar que formava la divisòria entre les aigües dels rius Gilgit i Chitral; al sud amb el pas de Shandur que formava la divisòria entre les aigües del riu Swat i l'Indus; al sud-est amb Buner; al sud amb el districte de Peshawar; al sud-oest amb el territori de Mohmand; i a l'oest amb l'Afganistan. El 1896 es va formar l'agència de Dir i Swat, a la que Chitral (que el 1896 havia estat inclosa a l'agència de Gilgit) fou incorporada el 1897. El control de l'agència va ser assignat al departament d'Exteriors del govern de l'Índia però el 1901 concedit al comissionat en cap de la província de la Frontera del Nord-oest. La capital de l'agència era Malakand.